# NGC 1980
NGC 1980 est un jeune amas ouvert associé à une nébuleuse en émission situé dans la constellation d'Orion tout juste au sud de la grande nébuleuse d'Orion. NGC 1980 a été découvert par l'astronome germano-britannique William Herschel en 1784. 
La nébuleuse est située autour de l'étoile Iota Orionis. NGC 1980 est à environ 550 pc (∼1 790 al) du système solaire et les dernières estimations donnent un âge de 4,7 millions d'années. La taille apparente de l'amas est de 14 minutes d'arc, ce qui, compte tenu de la distance, donne une taille réelle maximale d'environ 6,6 années-lumière. Il est parfois surnommé « Le joyau perdu d'Orion »[réf. souhaitée]. 